# Tunnel de Montmédy
Le tunnel de Montmédy est un tunnel ferroviaire à double voie de 755 mètres de longueur situé sous la colline de Montmédy, entre les points kilométriques 206,118 et 206,873 de la ligne de Mohon à Thionville.

## Histoire
Il fut construit à partir de décembre 1859 et inauguré le 28 avril 1861. Il mesurait à l'origine 817 mètres. Le tunnel a été dynamité à trois reprises lors des guerres de 1870, 1914 et 1940 et à chaque fois reconstruit.

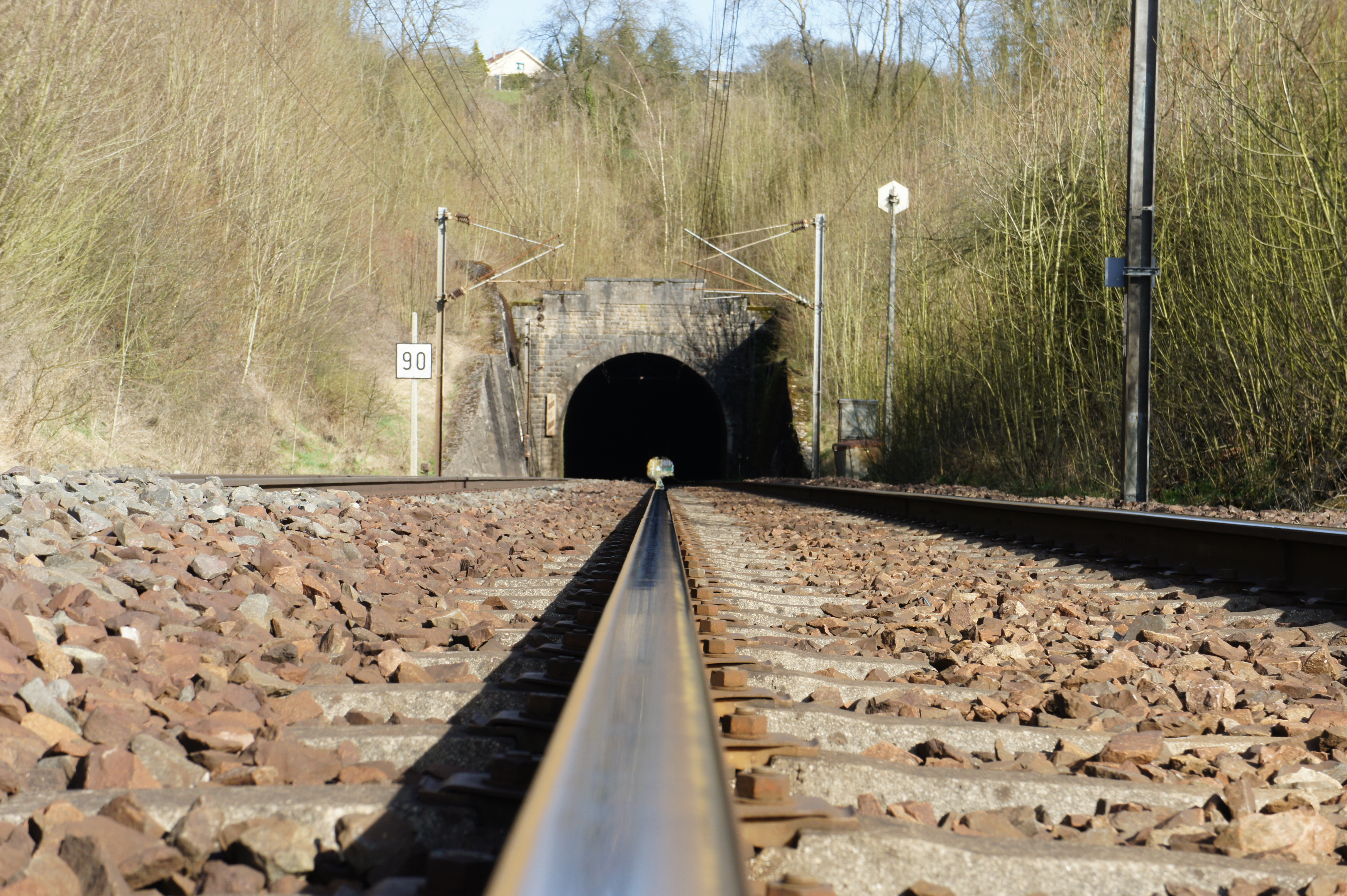
Tunnel de Montmédy, entrée ouest à Thonne-les-Près

Dans la nuit du 25 au 26 janvier 1871, une collision frontale entre deux trains s'est produite dans le tunnel. Les deux locomotives ainsi que les deux premiers wagons de chaque convoi, ayant à bord des prisonniers de guerre et des militaires prussiens, ont été complètement détruits. Le nombre exact de victimes n'a jamais été communiqué par les autorités d'occupation.
En 1914 aussi bien qu'en 1940, alors que le tunnel était hors usage, l'occupant allemand a construit une voie de contournement à travers les rues de Montmédy, afin d'assurer le trafic sur cette ligne importante pour l'approvisionnement militaire et économique.
Le 6 mai 1955, l'électrification de la section de Lumes à Thionville a été mise en service. La voie a du être abaissée de 35 à 42 centimètres pour permettre la pose des caténaires.